# Tanghin (Bokin)
Pour les articles homonymes, voir Tanghin.
Tanghin est une commune rurale située dans le département de Bokin de la province du Passoré dans la région Nord au Burkina Faso.

## Géographie
Tanghin est situé à 6 km à l'ouest du centre de Bokin, le chef-lieu du département, et à environ 45 km à l'est de Yako. La commune est traversée par la route régionale 20 qui relie Yako à Kaya.

## Santé et éducation
Le centre de soins le plus proche de Tanghin est le centre de santé et de promotion sociale (CSPS) de Bokin tandis que le centre médical avec antenne chirurgicale (CMA) de la province se trouve à Yako.